# Calshot Castle
Calshot Castle er et artillerifort, der blev opført af kong Henrik 8. på Calshot Spit, Hampshire, England, mellem 1539 og 1540. Den var en del af kongens Device Fort-program, er skulle beskytte landet mod invasion fra Frankrig og Det tysk-romerske Rige, og skulle forsvare Southampton Water, hvor det møer The Solent. Fæstningen består af et keep i midten omgivet af en ringmur og en voldgrav. Den var tungt bevæbnet og havde en garnison på 16 mand og 36 kanoner. Fæstningen var i brug i mange år og den overlevede den engelske borgerkrig intakt, og i 1770'erne blev den kraftigt moderniseret. I 1800-tallet blev Calshot Castle brugt af Her Majesty's Coastguard til at bekæmpe smugling. I 1894 ledte fornyet frygt for en fransk invasion til at den blev bragt tilbage i militær brug; der blev opført et stort kystbatteri ved siden af den gamle fæstning og en spærring over Southampton Water, kontrolleret far Calshot Castle.
Under første verdenskrig blev den primært brugt som base til vandflyvere, der blev sendt ud mod ubåde i den Engelske Kanal.
Siden 1980'erne har det været drevet af English Heritage som turistattraktion. I 2010 havde det 5.751 besøgende. Historic England betragter det som et "velbevaret eksempel" på kong Henriks Device Forts.
Det er en listed building af anden grad og et scheduled monument.